# New York Supreme Court
Der Supreme Court of the State of New York ist ein Gericht des US-Bundesstaates New York. Es ist uneingeschränkt zivil- und strafrechtlich zuständig, wobei es außerhalb von New York City in erster Linie als Zivilgericht fungiert und die meisten Strafsachen vor dem jeweiligen County Court behandelt werden.

Das New York County Courthouse

Das Gericht unterscheidet sich deutlich von seinen Gegenstücken in fast allen anderen US-Bundesstaaten, da es nicht das höchste Gericht des Staats darstellt, sondern eine erste Instanz ist. Das höchste Gericht des Staates New York ist der Court of Appeals. In jedem von New Yorks 62 Countys befindet sich eine Niederlassung des Gerichts. Laut Verfassung des Staates New York hat das Supreme Court uneingeschränkte Zuständigkeit in zivil- und strafrechtlichen Fällen mit Ausnahme von einigen Geldansprüchen gegen den Staat selbst. In der Praxis werden höhere Geldbeträge vom Supreme Court (beispielsweise ab 25.000 US-Dollar in New York City) gehört, geringere Beträge werden vor beschränkt zuständigen Gerichten verhandelt (z. B. New York City Civil Court oder Justice Courts).

## Einteilung

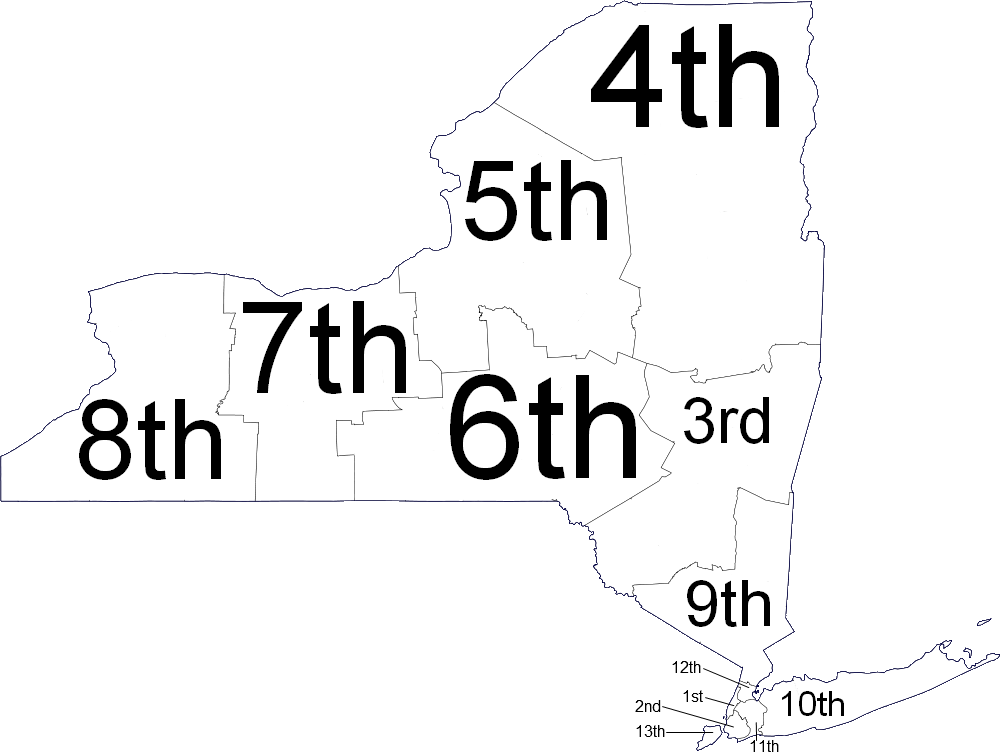
Gerichtsdistrikte in New York

Im Staat New York gibt es 13 Gerichtsdistrikte: Sieben Distrikte im Norden umfassen je fünf bis elf Countys, fünf Distrikte entsprechen den Boroughs von New York City und eins befindet sich auf Long Island. In jedem Gerichtsdistrikt außerhalb von New York City ist ein Administrator oder Administrative Judge dafür zuständig, alle Gerichte und Agencys zu überwachen, während in New York City jedes größere Gericht von einem Administrator oder Administrative Judge überwacht wird. Distriktverwaltungsbüros sind unter anderem verantwortlich für Bereiche wie Personal, Einkauf, Budget und Fallmanagement.

## Richter
Die Richterinnen und Richter des New York Supreme Court führen den Titel „Justice“.

### Wahl
Richterinnen und Richter des Supreme Courts werden gewählt und durch Nominierungskonventionen ernannt, während die Justizdelegierten selbst aus den Bezirken gewählt werden. Richter und Richterinnen werden für 14 Jahre gewählt, außerdem endet das Amt am Ende des Kalenderjahrs, in dem der Richter oder die Richterin 70 Jahre alt wird. Das Amt kann bis zu einem maximalen Alter von 76 Jahren verlängert werden. Zusätzlich können Richterinnen und Richter der untergeordneten Gerichte stellvertretend dort eingesetzt werden.

### Bekannte Richter
- Benjamin N. Cardozo
- Henry Brockholst Livingston
- Juan Merchan
- Daniel D. Tompkins
- Robert F. Wagner

## Geschichte
Das New York Supreme Court ist das älteste allgemein zuständige Supreme Court der Vereinigten Staaten. Es wurde durch die Provinz New York am 6. Mai 1691 eingerichtet und vom Staat New York nach der Unabhängigkeit der Vereinigten Staaten 1776 weitergeführt. Nach der New York Constitutional Convention von 1846 wurde es zum Supreme Court des Staates New York.